# Коткино (Ярославская область)
Коткино – деревня  в  Глебовском сельском поселении Рыбинского района Ярославской области.
Деревня находится на правом берегу Волги, на берегу залива Рыбинского водохранилища, примерно в 5 км к северу и ниже по течению от Глебова, центра сельского поселения. Деревня находится на расстоянии около 1,5 км к западу от автомобильной дороги Глебово – Ларионово. 
Коткинский ручей – правый приток Волги, небольшой ручей длиной около 1,5 км.  Течёт по лесу в западном направлении, имея исток около указанной дороги.  При впадении в водохранилище образует небольшой, узкий и относительно глубокий залив, возникший при затоплении водохранилища на месте оврага, по которому протекал ручей. Залив углублен искусственно для облегчения прохождения катеров.  На правом, северном берегу этого залива – Коткино, а на южном левом Селехово. Примерно в 2 км вниз по течению Волги, на северо-запад деревня Петраково. На полпути к Петракову  Шепелёвский ручей и залив, подобные Коткинскому . На карте генерального межевания 1792 года рядом с Шепелёвским ручьём обозначена деревня Шепелёво (не сохранилась). 
На 1 января 2007 года в деревне проживало 3 постоянных жителя . Однако деревня служит привлекательным местом для дачного отдыха, а залив – удобная стоянка для катеров, яхт и других маломерных судов. Деревня обслуживается почтовым отделением Глебово, по почтовым данным в деревне 28 домов .